# 장월상

장월상 (1970년12월20일~)은 대한민국의 대학교수. 인하대학교 대학원 건축공학과(계획전공) 공학박사. 현재 한성대학교 콘텐츠디자인칼리지의 실내디자인전공 교수로 재직 중.
아시아투데이에서 진행하는 <스타교수열전> 시리즈에 "건축프로그램 실습 1대1 지도, 최신기술로 학생교육 눈길"이는 제목으로 소개됨. 건축 및 인테리어분야 교육과 평생교육분야에 오랜 기간 근무함.

## 이력 및 학력
- 2015년~현재 한성대학교 콘텐츠디자인칼리지 실내디자인전공 주임교수
- 2013년~2015년 서경대학교 예술교육원 부원장 역임
- 2006년~2013년 한성대학교 디자인아트교육원 교수부장 역임
- 2005년~2006년 인하대학교 건축학부 외래교수 역임
- 2003년~2014년 인하대학교 대학원 건축공학과 공학박사(계획전공, Ph.D).
- 1999년~2006년 (재)글로벌에듀 인천문예전문학교(현재의 LOY문화예술실용전문학교) 인테리어디자인과 전임교수 역임
- 1998년~1999년 신성대학교 실내인테리어과/소방안전관리과 외래교수 역임
- 1997년~1998년 (주)환건축사사무소 기사
- 1996년~1998년 인하대학교 대학원 건축공학과 공학석사(건축계획, M.E)
- 1989년~1996년 인하대학교 건축공학과 공학사(B.E.)

## 논문
- 《외부고정형 차양장치를 고려한 수정 일사획득계수에 관한 연구》
- 《동일 체적 건물의 설계 변수에 따른 에너지 민감도 분석-창면적비와 창호 성능을 중심으로》
- 《커튼월 방식 업무시설의 외피 조건에 따른 냉난방에너지 성능에 관한 연구》
- 《다목적 외부 차양장치의 개발에 관한 이론적 연구》
- 《건물의 자연 실온 및 수증기량 예측을 위한 실험 및 수치적 연구》
- 《Lightscape를 이용한 독립형 외부 차양장치의 주광분포에 관한 평가》
- 《독립형 외부 차양장치의 일사량 분포에 관한 연구》
- 《천창공간의 태양열 흡수효과에 관한 실험적 연구》
- 《천창공간의 열성능 평가에 관한 연구-여름철 온도분포를 중심으로-》
- 《Toplight 공간의 열성능 평가에 관한 연구-여름철 온도분포를 중심으로-》
- 《이중외피구조 시스템의 응용기법에 관한 연구》

## 저서
- 《컴퓨터를 이용한 건축디자인(건축 CAD)》
- 《라인에서 모델링까지 AutoCAD2000》
- 《단계별 예제로 익혀가는 AutoCAD2004》
- 《TRNSYS를 이용한 건물에너지 해석》
- 《필수예제를 통한 단계별 학습 AutoCAD2006》
- 《예제를 통한 자기주도록 학습 AutoCAD2008》
- 《예제를 통한 창조적학습 AutoCAD2010》
- 《기본에서 응용까지 AutoCAD2012》
- 《기초에서 실무까지 AutoCAD2016》
- 《NCS설계도서작성 기본+활용과정 오토캐드2020》

## 참고 문헌
- 아시아투데이 스타교수열전 2013.05.23[스타교수 열전]⑤ 서경대 장월상 예술종합평생교육원 부원장 "건축프로그램 실습 1대1 지도, 최신 기술로 학생 교육 눈길"
- 헤럴드경제2013.04.23 장월상 서경대 평생교육원 부원장 “맞춤형 예술인재 양성”